# Anguilla (rodzaj)
Anguilla – rodzaj ryb z rodziny węgorzowatych (Anguillidae).

## Rozmieszczenie geograficzne
Do rodzaju należą gatunki występujące w wodach Oceanu Atlantyckiego, Oceanu Indyjskiego i Oceanu Spokojnego; tarło odbywają w ciepłych i tropikalnych wodach oceanicznych.

## Morfologia
Długość ciała do 200 cm; masa ciała (największa opublikowana) 25 kg.

## Systematyka
Rodzaj zdefiniował w 1798 roku niemiecki botanik i entomolog Franz de Paula von Schrank w publikacji własnego autorstwa poświęconej historii oswojonych zwierząt występujących w Bawarii. Gatunkiem typowym jest (oznaczenie monotypowe) węgorz europejski A. anguilla.

### Etymologia
- Anguilla: łac. anguilla ‘węgorz’, od anguis ‘wąż’; przyrostek zdrabniający -illa[7].
- Terpolepis: gr. τερφος terphos ‘skóra, powierzchnia’[8]; λεπις lepis, λεπιδος lepidos ‘łuska, płytka’, od λεπω lepō ‘łuszczyć’[9]. Gatunek typowy (późniejsze oznaczanie): Anguilla brevirostris McClelland, 1844[10].
- Tribranchus: gr. τρι- tri- ‘trój-’, od τρεις treis, τρια tria ‘trzy’[11]; βραγχια brankhia ‘skrzela’[12]. Gatunek typowy (oznaczenie monotypowe): Tribranchus anguillaris Peters, 1846 (= Muraena (Anguilla) mossambica Peters, 1852).
- Neoanguilla: gr. νεος neos ‘nowy’[13]; rodzaj Anguilla Schrenk, 1798. Gatunek typowy (oznaczenie monotypowe): Neoanguilla nepalensis Shrestha, 2008 (nomen dubium).

### Podział systematyczny
Do rodzaju należą następujące gatunki:
- Anguilla anguilla (Linnaeus, 1758) – węgorz europejski[14]
- Anguilla australis Richardson, 1841
- Anguilla bengalensis (Gray, 1831)
- Anguilla bicolor McClelland, 1844
- Anguilla borneensis Popta, 1924
- Anguilla celebesensis Kaup, 1857
- Anguilla dieffenbachii Gray, 1842 – węgorz nowozelandzki[15]
- Anguilla interioris Whitley, 1938
- Anguilla japonica Temminck & Schlegel, 1846 – węgorz japoński[14]
- Anguilla labiata (Peters, 1852)
- Anguilla luzonensis Watanabe, Aoyama & Tsukamoto, 2009 – węgorz żółty[16]
- Anguilla marmorata Quoy & Gaimard, 1824
- Anguilla megastoma Kaup, 1857
- Anguilla mossambica (Peters, 1852)
- Anguilla nebulosa McClelland, 1844
- Anguilla obscura Günther, 1872
- Anguilla pacifica Schmidt, 1928
- Anguilla reinhardtii Steindachner, 1867
- Anguilla rostrata (Lesueur, 1817) – węgorz amerykański[14]